# Hassan Gouled Aptidon
Hassan Gouled Aptidon (en somali : Xasan Guuleed Abtidoon ; en arabe : حسن جولد أبتيدون), né officiellement à Djibouti le 15 octobre 1916, mais sans doute vers 1908-1910 à Lughaya près de Zeilah, alors en Somalie britannique et mort le 21 novembre 2006), est un homme politique de la côte française des Somalis, du territoire français des Afars et des Issas puis de la république de Djibouti.

## Biographie
Hassan Gouled Aptidon est né dans le petit village de Garissa, dans le district de Lughaya, au nord du Somaliland. Il appartenait au groupe Mamassan, du clan des Issas. Issu d'une modeste famille d'agriculteurs, Hassan Gouled a fait ses premières armes politiques au sein du Conseil de la République.

## Période coloniale
Hassan Gouled commence sa carrière dans les années 1930, comme infirmier. Il est en poste à Dikhil en 1932. Il est ensuite entrepreneur.
En 1946, il fonde avec Mahmoud Harbi le Club de la jeunesse somalie et dankalie. Ils sont élus ensemble en 1951 au Conseil représentatif de la colonie, puis se séparent. Hassan Gouled est élu sénateur français, contre Mahmoud Harbi. Il le reste de 1952 à 1957, puis est député à l'Assemblée nationale de 1959 à 1962. Il est battu aux élections législatives de 1962 par Moussa Ahmed Idriss, du Parti du mouvement populaire (PMP).
En 1957, il n'est pas élu au Conseil représentatif, c'est la liste soutenue par Mahmoud Harbi qui l'emporte. Mais au référendum de 1958, Hassan Gouled appelle à voter pour le maintien du territoire sous souveraineté française. «Avec le puissant soutien de l'électorat français» selon I.M. Lewis [réf. nécessaire] et de l'administration, son parti gagne les élections territoriales consécutives et il devient vice-président du Conseil de gouvernement.
Dans les années 1960, il dirige l’Union démocratique issa. Il est signataire de l'accord d'Arta en septembre 1963. Il est ensuite ministre de l'enseignement dans un gouvernement dirigé par Ali Aref Bourhan.
Il est brièvement emprisonné en juillet 1967, avec d'autres responsables du Parti du mouvement populaire comme l’ancien directeur de la prison centrale monsieur Mohamed Houssein (PMP). Il est élu à l'Assemblée territoriale en novembre 1968, puis devient ministre de l'intérieur.

## Indépendance de Djibouti
En 1974, Hassan Gouled appelle à voter pour François Mitterrand. Il devient président de la Ligue populaire africaine pour l'indépendance (LPAI) créée en février 1975 par la fusion de l'Union populaire africaine (UPA) et de la Ligue pour l’avenir et l’ordre. Le secrétaire général est Ahmed Dini.
Il devient président du Conseil de gouvernement le 18 mai 1977, et est élu président de la future République de Djibouti le 28 mai par la Chambre des Députés. Il le reste jusqu'en 1999. Après l'attentat contre le « Palmier en Zinc », en décembre 1977, il interdit le principal parti d'opposition, le MPL et instaure un système de parti unique.

## Présidence de la République
En 1981, il instaure un système politique dominé par un parti unique en déclarant que son propre parti, le Rassemblement populaire pour le progrès (RPP), était le seul parti légal. Selon l'opposition, il est accusé d'avoir mené une politique « tribale » en faveur des Issas et singulièrement de son clan, les Mamassan, visant à exclure les Djiboutiens Afars. La pratique de la torture par les forces de l'ordre sur les opposants est aussi dénoncée.
Après le début de la guerre civile en 1991, il autorise la tenue d'élections pluralistes en 1992. Seuls quatre partis eurent le droit de se présenter. Le Front pour la restauration de l’unité et la démocratie (FRUD), à l'origine des affrontements armés, en est exclu. Le RPP obtient 72 % des votes et Hassan Gouled est réélu pour un quatrième mandat en 1993.

## Post-présidence
Il quitte son poste en 1999, à l'âge officiel de 83 ans, après plus de 22 ans au pouvoir. Ismaïl Omar Guelleh, son neveu et chef de cabinet, lui succède en remportant l'élection présidentielle de 1999.
Sa femme est décédée en août 2001 à l'âge de 73 ans.
Hassan Gouled Aptidon est décédé à son domicile, à Djibouti, le 21 novembre 2006.
Son nom a été donné en 1999 au stade national du pays, le stade El Hadj-Hassan-Gouled-Aptidon.